# 米特貝格山 (拉辛)
47°32′27″N 14°15′44″E / 47.5408°N 14.2622°E
米特貝格山（德語：Mitterberg），是奧地利的山峰，位於該國東南部，由施泰爾馬克州負責管轄，屬於羅滕曼及韋爾茨陶恩山脈的一部分，處於拉辛境內，海拔高度1,046米。